# Cemitério do Araçá
O Cemitério do Araçá (Necrópole do Santíssimo Sacramento) é uma necrópole da cidade de São Paulo, localizado na Avenida Doutor Arnaldo. Fundado em 4 de junho de 1887, é um dos mais antigos da capital paulista.
Sua área atual é de 221 475,16 m², divididos entre os bairros de Pinheiros e do Pacaembu, região nobre no distrito da Consolação, onde se localizam mausoléus de tradicionais famílias paulistanas.
Bem arborizado, conta um enorme acervo de esculturas em seus túmulos, como anjos, serafins, querubins de mármore e bronze. O cemitério abriga ainda sepulturas de personagens importantes da história brasileira, e também o mausoléu da Polícia Militar do Estado de São Paulo, onde estão enterrados policiais mortos em ação.
A Cortel São Paulo é uma empresa que faz parte do Grupo Cortel, responsável pela gestão, administração e manutenção de cemitérios, crematórios e agências funerárias da cidade de São Paulo. A Cortel administra outros quatro cemitérios em São Paulo, o Cemitério Dom Bosco, Cemitério São Paulo, Cemitério Vila Nova Cachoeirinha, e o Cemitério Santo Amaro.

## História
O Cemitério do Araçá surgiu da necessidade da cidade de São Paulo ter uma nova necrópole, após a superlotação do Cemitério da Consolação. Além disso, os imigrantes italianos, que estavam em ascensão, demandavam um local específico para enterrar os seus mortos, pois no Cemitério da Consolação, o espaço era predominantemente destinado às famílias tradicionais da elite paulistana, ligadas à cultura cafeeira.
Se no início era uma alternativa mais econômica para esse segmento emergente da população, transformou-se depois em uma cemitério mais elitizado.
O nome Araçá foi escolhido por estar situado na antiga Estrada do Araçá, atual Avenida Doutor Arnaldo, que pode indicar que essa árvore era comum na região.

## Ossário Geral do Cemitério do Araçá
O cemitério conta com um ossário, que de 2002 a março de 2016 abrigou mais de mil ossadas de mortos e desaparecidos políticos encontrados em vala clandestina de Perus, distrito de São Paulo, em 1990.
Na madrugada do dia 3 de novembro de 2013, o ossário foi depredado após um ato inter-religioso do Comitê Paulista pela Memória, Verdade e Justiça. Houve a destruição de dois monólitos de 700 kg, foram espalhados sacos de ossadas e depredadas estátuas de túmulos não relacionados ao ossário.
A invasão danificou gavetas que armazenam ossadas e parte das obras da exposição Penetrável Genet, dos artistas Celso Sim e Anna Ferrari, que integraram a 10ª Bienal de Arquitetura de São Paulo, que abordou a questão dos desaparecidos políticos na época da ditadura militar.
Em março de 2016, a Prefeitura de São Paulo realizou o traslado das ossadas encontradas na vala clandestina do Cemitério Dom Bosco, em Perus, para o Centro de Arqueologia e Antropologia Forense da Universidade Federal de São Paulo (CAAF/Unifesp), um local mais seguro e apropriado com equipes de arqueólogos, antropólogos forenses e peritos oficiais que realizassem a análise dos materiais, para a retomada das identificações das ossadas.
O traslado foi resultado das ações interinstitucionais, coordenadas pela Secretaria Municipal de Direitos Humanos e Cidadania, envolvendo o Serviço Funerário Municipal de São Paulo, a Polícia Federal, a Guarda Civil Metropolitana, a Companhia de Engenharia de Tráfego, a Unifesp, o Ministério Público Federal, o Ministério das Mulheres, Igualdade Racial e dos Direitos Humanos e a Comissão Especial sobre Mortos e Desaparecidos Políticos.

## Sepultados
Dentre as personalidades sepultadas no Cemitério do Araçá, constam:
- Adib Jatene - médico, ex ministro da saúde, professor, inventor e cientista
- Américo Jacomino - Compositor e instrumentista brasileiro
- Assis Chateaubriand - jornalista e empresário
- Blota Júnior - radialista e apresentador de televisão
- Teófilo Dias - poeta
- Cacilda Becker - atriz
- Cibele Dorsa - atriz e escritora
- Cláudio Chakmati - ator, manipulador de bonecos e dublador.
- Cláudio Lembo - ex-governador de São Paulo.
- Clô Orozco - estilista[11]
- Dener Augusto de Sousa - futebolista
- Euryclides de Jesus Zerbini - médico, primeiro cirurgião da América Latina e do Brasil a realizar um transplante de coração
- Edison Tsung - Calouro da USP vítima de afogamento.
- Eliane de Grammont - cantora e compositora
- Fábio Sabag - ator
- Fausto Castilho - filósofo[12]
- Félix Miélli Venerando - treinador e futebolista, goleiro da Seleção Brasileira campeã do Mundial em 1970.[13]
- Fernando Faro - produtor musical e diretor
- Francisca Júlia da Silva Munster - escritora e poetisa
- Francisco Petrônio  - cantor
- Giulio Piccolo - aviador italiano
- Ives Ota
- João dos Santos Franco Sobrinho, conhecido como "Menino Guga" - considerado um santo popular
- José Carlos Pace -  Piloto brasileiro de Fórmula 1
- José Cutrale Júnior - empresário e citricultor
- José Martinez - mártir da greve geral de 1917
- José Mauro de Vasconcelos - escritor
- Laerte Morrone - ator
- Mário Ferreira dos Santos - filósofo
- Mário Kozel Filho - militar
- Marly Bueno - atriz
- Nair Bello - atriz
- Orestes Giorgi - sindicalista
- Pedro Mattar - pianista
- Plínio de Arruda Sampaio - advogado, intelectual e ativista político filiado ao PSOL
- Primo Carbonari - jornalista e documentarista
- Tito Fleury - polímata, ex-marido de Cacilda Becker
- Vic Militello - atriz
- Vicente Feola - Técnico da Seleção Brasileira de futebol nas copas de 1958 e 1966. Campeão Mundial em 1958
- Vida Alves - Atriz, protagonista do primeiro beijo  em telenovela no Brasil
- Wander Taffo - Guitarrista
- Wanderley Taffo Júnior - Diretor geral da Escola de Música e Tecnologia
- Wilson Miranda - Cantor

## Na cultura popular
O Cemitério do Araçá é citado na tradução brasileira da música "Show da Morte" (The Whole Being Dead Thing) do musical "Beetlejuice" enquanto o musical ficou em São Paulo no inicio de 2024. A trecho é apenas para as apresentações em São Paulo, as no Rio de Janeiro tinham outro verso fazendo sentido para a cidade. O trecho é: "Vão te enterrar, mas não em qualquer lugar. Em Araçá, Consolação ou te cremar na Vila Alpina".